# TMSat 1
TMSat 1 (również: Thai-Paht 1) – nieaktywny mikrosatelita technologiczno-edukacyjny, w tym radioamatorski; pierwszy tajlandzki sztuczny satelita tego typu.
TMSAT to również nazwa firmy założonej wspólnie przez Mahanakorn University of Technology i Thai Satellite Communication w celu rozwoju technologii satelitarnych w Tajlandii.
Wkrótce po starcie zaobserwowano anormalne okresowe spadki mocy nadajnika satelity, z 1,8 do 0,9 wata. Z tego powodu sterowanie satelitą odbywało się tylko, gdy był w pobliżu stacji naziemnych w Bangkoku i Surrey.

## Budowa i działanie
Zbudowany z udziałem 12 tajskich inżynierów w zakładach Surrey Satellite Technology przy University of Surrey, w Wielkiej Brytanii, na zasadach transferu technologii.
Pozycja satelity była wyznaczana za pomocą magnetometrów i szukaczy gwiazd. Dokładność wyznaczania wynosiła 0,001°, a kontrolowana była z dokładnością 1°. Wykładami wykonawczymi były żyroskopy i układy wykorzystujący moment skręcający pola magnetycznego. 
Zasilany z ogniw słonecznych (GaAs; 35V, 1A) i akumulatorów (10 akumulatorów NiCd o łącznej pojemności 7Ah).

### Łączność
Satelita odbierał rozkazy za pomocą 3 niezależnych odbiorników, czterech anten monopolowych i trzech demodulatorów CPFSK. Pobieranie danych realizowane było za pomocą dwóch niezależnych nadajników, czterech anten monopolowych i dwóch modulatorów CPFSK. Zdjęcia z kamer (jeden zestaw miał objętość około 3 MB) można było odbierać na Ziemi z prędkościami 9600 do 38400 bps. W późniejszej fazie misji dostęp do funkcji telekomunikacyjnych satelity był otwarty dla wszystkich licencjonowanych radioamatorów.

### Ładunek użyteczny
Ładunek użyteczny satelity składał się z:
- EIS - Earth Imaging System, z dwoma kamerami:
  - WAC (Wide Angle Camera, tj. kamera szerokokątna). Oparta na matrycy CCD firmy EEV miała wielkość 568×560 pikseli. Obiektyw miał ogniskową 4,8 mm. Obejmował obszar około 1500×1050 kilometrów, z rozdzielczością ok. 2 km. Zakres czułości mieścił się w zakresie 810-890 nm. Jedno zdjęcie miało objętość około 330 kB.[7]
  - NAC (Narrow Angle Camera, tj. kamera wąskokątna). Elementem optycznym był matryca CCD 1020×1020 pikseli, firmy Eastman-Kodak, z obiektywem 75 mm. Dawał on pole widzenia 100×100 kilometrów, z rozdzielczością ok. 100 m. Kamera posiadała trzy zakresy czułości: 810-880 nm (VNIR); 610-690 nm (czerwony), 510-590 nm (zielony). Jedno zdjęcie miało objętość około 1 MB.[7].
- kamera wideo z elementem światłoczułym typu CMOS (382×287 pikseli[c]) i technologią Active Pixel. Korzystając obiektywu 25 mm (światłosiła f/8) miała pole widzenia 10,5°×7,8° (150×110 km) i rozdzielczość ok. 400 metrów. Kamera rejestrowała 50 ramek na sekundzie, w formacie CCIR. Trzydzieści ramek miało objętość ok. 3 MB.[7]
- ładunek łącznościowy typu store and forward
- eksperyment programowalnej elektroniki sygnałowej składający się z dwóch procesorów serii TM320[7]
- odbiornik GPS